# تكنوبوليس الرباط
تيكنوبوليس: هي مدينة تكنولوجية، دشّنها العاهل المغربي محمد السادس عام 2005. 
مشروع مخصص للتقنيات الجديدة. ستبنى على مساحة 300 هكتار ستحدث 12 ألف منصب عمل بحلول 2016. ويتوخى المشروع إحداث مراكز بحث وجامعات وبنيات تحتية ومقاولات تجارية. المرحلة من المشروع التي ستبدأ في النصف الثاني من العام القادم تقدر كلفتها بحوالي 1.5 مليار درهم. ويتوخى أيضاً إحداث منتزه إعلامي يخصص للإنتاج السينمائي والسمعي البصري.
تضم هده المدينة التكنولوجية حرم الجامعي مخصصة للتدريب في مجالات التفوق، والبحث والتطوير، واحتضان المشاريع التكنولوجية المبتكرة.
وحدة لتطوير البرمجيات
وحدة مخصصة لعمليات الأعمال إلى الخارج (التعاقد الخارجي بشأن العمليات التجارية)
وحدة مخصصة لالسمعية والبصرية والوسائط المتعددة
تتمتع مدينة تكنولوجيا مبتكرة والتهوية كما حرم، والبنية التحتية والإدارة وفقا لأفضل المعايير الدولية لجعلها الوجهة المفضلة للاستثمارات والمشاريع المتصلة مجالات التكنولوجيات الجديدة. أحدثت هذه المدينة التكنولوجية في إطار شراكة بين صندوق الإيداع والتدبير ووزارة الصناعة والتجارة والتكنولوجات الحديثة وولاية جهة الرباط.
سيوفر هذا القطب إطارا ملائما من الخدمات للمستثمرين، تتمثل في شباك واحد للاستثمار، ومركز للأعمال، وخزانة متعددة الوسائط، ومركز للندوات، ومكتب للتوظيف، وخدمات في مجال المحاسبة والاتصال، إضافة إلى خدمات بنكية وتأمينية وفندقية، ووكالات للأسفار، ومركب رياضي وترفيهي، وخدمات صحية، وقطب سكني.
يشكل هذا القطب، الذي سيساهم في خلق 30 ألف منصب شغل جديد في أفق 2013، جزءاً من شبكة حظيرة أقطاب التكنولوجيا بالمغرب، التي تشرف على تهيئتها شركة «ميد زيد» والرامية إلى تطوير المؤهلات الاقتصادية للمغرب ودعم نموه.
سيستفيد هذا القطب من الشبكة الواسعة من مؤسسات المعرفة، التي تتوفر عليها الرباط، وخاصة المعاهد الجامعية والمدارس العليا، كما أنه يوجد على بعد خمسة كيلومترات من مطار الرباط سلا، ولا تفصله سوى 60 دقيقة عن العاصمة الاقتصادية للمملكة، مما يسهل عملية التواصل اليومي بالشركاء الدوليين للمغرب من خلال 300 عملية ربط يومية نحو أوروبا والولايات المتحدة الأمريكية والشرق الأوسط.
بالإضافة إلى موقعه الجغرافي المتميز، فإن هذا القطب يوجد بملتقى ثلاثة من أهم محاور الطرق السيارة بالمغرب، ولا يبعد سوى بساعتين عن مدينة طنجة، بوابة المغرب نحو أوروبا، وهي مؤهلات ستسهل من عملية استقطاب الموارد البشرية المؤهلة.
يعد هذا القطب فضاء مركبا يعتمد على التنسيق بين ثلاثة مجالات متداخلة هي التعليم العالي والبحث العلمي وعالم المقاولة، في إطار شراكة مع شبكة من المؤسسات ذات الصلة كما سيستقطبها هذا الفضاء المقاولات ومؤسسات البحث. يعتبر هذا القطب التكنولوجي الجديد أول «قرية ذكية» بالمملكة، تهدف إلى خلق طاقات إنتاجية في العديد من القطاعات التكنولوجية، وكذا إلى خلق مجال لإنماء المشاريع الواعدة، التي توفر الشروط المناسبة لبروز قطاعات ذات محتوى تكنولوجي قوي تولد قيمة مضافة عليا.
سيمكن «تيكنوبوليس» من ظهور وتطوير قطاعات تكنولوجية مهمة، وخاصة مشروع «سوفت سانتر»، الذي سيكون علامة بارزة في مغرب الغد، والذي يعتبر الدعامة الأساسية والطبيعية للاستثمار في صيانة البرمجيات المعلوماتية، وهندسة تدبير الشركات، وتكوين الموارد البشرية المؤهلة تأهيلا جيداً في مجال تطوير البرمجيات.
هناك أيضاً مشروع «الأوفشورينغ»، أو السوق اللامركزية لإعادة توطين المهن والخدمات عن بعد، مما سيسمح بتطوير المعارف عن طريق التركيز على المواهب والمهارات وتحفيز واستقطاب المستثمرين وتخليص القطاعات من الجانب الإداري «باك أوفيس»، وتحويله إلى قاعدة مجهزة على أعلى مستوى بأطر وكفاءات عليا مؤهلة.